# 漢寶園
漢寶園，是臺灣彰化縣芳苑鄉的一個傳統地域名稱，位於該鄉北部。相較於今日行政區，其範圍大致包括漢寶村不含最東端、新寶村、新生村北部邊界地帶西段、崙腳村西半部。

## 歷史
依《台灣舊地名之沿革》第二冊之記載：「漢寶園一帶，原為濁水溪下游流砂走石的荒源地域。至光緒3年(西元1877年)，今臺南市鹽水區的黃姓墾戶入墾於此，開闢濁水溪河口兩岸地帶，在南岸創建了『加走』、『鹽埔』二部落，北岸形成了『漢寶園』。相傳漢寶為墾首之名，園即旱田，地名由來即漢寶所經營之旱田。」由此可知，昔日漢寶村為舊濁水溪的出海口的一個漁村，故名為「溪底」，又名「漢寶園」，園即旱田之意。漢寶村在歷經舊濁水溪的多次改道，許多村庄遭到水災或溪水沖毀，據傳當時僅存漢寶園這個村庄。
日治時期的漢寶村，日本官方在1941年選擇漢寶做為移民示範村，規劃了五個聚落，即一、二、三、四、五工區，每個工區可安置20戶，全村預計能安置100戶，並命名「八洲村」。

## 地理
漢寶村主要以省道台61線、台17線和縣道143公路貫穿本村，是全村交通路線之主幹。省道台17線在本村稱為「芳漢路」，即芳苑至漢寶，往北可通福興鄉、鹿港鎮，往南可達王功及芳苑鄉治等地。縣道143公路在本村稱為「草漢路」，也是本村主要聚落「漢寶」所在，經此路向北與省道台17線銜接，向南則可直通往草湖、二林等地。

## 外部連結
- 漢寶社區發展協會 （页面存档备份，存于）
- 漢寶社區